# Kelly Haag
Kelly Haag (sinh ngày 6 tháng 10 năm 1970) là một cựu cầu thủ bóng đá người Anh thi đấu ở Football League ở vị trí tiền đạo cho Barnet, Fulham và Brentford.

## Thống kê sự nghiệp
| Câu lạc bộ        | Mùa giải       | Giải vô địch                     | Giải vô địch | Giải vô địch | Cúp FA | Cúp FA | Cúp Liên đoàn | Cúp Liên đoàn | Khác | Khác | Tổng | Tổng |
| Câu lạc bộ        | Mùa giải       | Hạng đấu                         | Trận         | Bàn          | Trận   | Bàn    | Trận          | Bàn           | Trận | Bàn  | Trận | Bàn  |
| ----------------- | -------------- | -------------------------------- | ------------ | ------------ | ------ | ------ | ------------- | ------------- | ---- | ---- | ---- | ---- |
| Brentford         | 1989-90        | Third Division                   | 5            | 0            | 1      | 0      | 1             | 0             | 0    | 0    | 7    | 0    |
| Stevenage Borough | 1995-96        | Conference                       | 1            | 0            | —      | —      | —             | —             | 1    | 0    | 2    | 0    |
| St Albans City    | 1995-96        | Isthmian League Premier Division | 1            | 0            | —      | —      | —             | —             | 2    | 0    | 3    | 0    |
| Aylesbury United  | 1995-96        | Isthmian League Premier Division | 10           | 0            | 0      | 0      | —             | —             | 2    | 0    | 12   | 0    |
| Tổng sự nghiệp    | Tổng sự nghiệp | Tổng sự nghiệp                   | 17           | 0            | 1      | 0      | 1             | 0             | 5    | 0    | 24   | 0    |

1. ↑  1 trận ở Herts Senior Cup.
2. ↑  2 lần ra sân ở Isthmian League Full Members Cup.
3. ↑  2 lần ra sân ở Isthmian League Cup.